# 黄筠陶
黄筠陶（1999年11月15日—），香港女子游泳运动员，主攻仰泳，2017年亚洲室内与武道运动会女子50米仰泳银牌得主、2018年亚洲运动会女子4×100米混合泳接力银牌得主。